# Freedom (album de Soprano)
Pour les articles homonymes, voir Freedom.
Albums de Soprano
Chasseur d'étoiles
(2021)
Singles
1. C24
Sortie : 14 mars 2024
2. Facile à danser
Sortie : 3 mai 2024
3. Freedom
Sortie : 24 mai 2024
4. Tour du monde
Sortie : 8 novembre 2024
5. Si tu savais (feat. Limsa d'Aulnay)
Sortie : 15 novembre 2024
6. Emprise
Sortie : 22 novembre 2024
7. Gamberge d'ancien
Sortie : 6 décembre 2024
8. Faux paradis (feat. PLK)
Sortie : 11 décembre 2024
9. Quoi qu'il arrive ça va aller
Sortie : 16 mai 2025
10. Garder un cœur
Sortie : 16 mai 2025
11. Mon amour
Sortie : 16 mai 2025
12. Marius
Sortie : 13 juin 2025

Freedom est le huitième album studio du chanteur français Soprano. Il se divise en trois parties. La première partie, Freedom, est sortie le 21 juin 2024, la deuxième partie, Émancipation, est sortie le 13 décembre 2024 et la troisième partie, Renaissance, est sortie le 16 mai 2025.

## Historique
Le 14 mars 2024, il sort C24 extrait d'un nouvel album. Le 3 mai 2024, il dévoile Facile à danser.
Le 23 mai 2024, il annonce son nouvel album intitulé Freedom. Le lendemain, il sort un troisième single ayant le même nom que l'album. Soprano déclare dans l'émission Le Code de Medhi Maizi avoir enregistré le premier volume en Côte d'Ivoire avec Youssoupha en pleine période de Coupe d'Afrique des nations dans le pays.
Le 13 décembre 2024, il dévoile le deuxième volume du projet nommé émancipation.

## Liste des pistes
| Freedom Pt.I | Freedom Pt.I                               | Freedom Pt.I                    | Freedom Pt.I                                                      | Freedom Pt.I | Freedom Pt.I | Freedom Pt.I | Freedom Pt.I | Freedom Pt.I | Freedom Pt.I |
| No           | Titre                                      | Auteur                          | Compositeur(s)                                                    | Durée        |              |              |              |              |              |
| ------------ | ------------------------------------------ | ------------------------------- | ----------------------------------------------------------------- | ------------ | ------------ | ------------ | ------------ | ------------ | ------------ |
| 1.           | Freedom                                    | Soprano, Youssoupha             | Benette Seraphin Koffi, Jean Baptiste Gnakouri, Yannick Zadi Seri | 3:37         |              |              |              |              |              |
| 2.           | Facile à danser                            | Soprano, Youssoupha             | Benette Seraphin Koffi, Jean Baptiste Gnakouri, Yannick Zadi Seri | 3:13         |              |              |              |              |              |
| 3.           | Papa dis-moi (feat. Luna)                  | Soprano, Youssoupha             | Djaresma                                                          | 2:35         |              |              |              |              |              |
| 4.           | En équipe (feat. Vacra)                    | Soprano, Vacra                  | Djaresma                                                          | 3:26         |              |              |              |              |              |
| 5.           | Mes pensées                                | Soprano                         | Djaresma                                                          | 3:39         |              |              |              |              |              |
| 6.           | Le M'Baba                                  | Soprano, Youssoupha             | Benette Seraphin Koffi, Jean Baptiste Gnakouri, Yannick Zadi Seri | 3:17         |              |              |              |              |              |
| 7.           | Allez tous vous faire...                   | Soprano                         | Benette Seraphin Koffi, Jean Baptiste Gnakouri, Yannick Zadi Seri | 3:27         |              |              |              |              |              |
| 8.           | Échos                                      | Soprano, Youssoupha             | Djaresma                                                          | 3:50         |              |              |              |              |              |
| 9.           | Goldorak                                   | Soprano                         | Djaresma                                                          | 3:43         |              |              |              |              |              |
| 10.          | Bellingham (feat. Youssoupha & S.Pri Noir) | Soprano, Youssoupha, S.Pri Noir | Djaresma                                                          | 3:20         |              |              |              |              |              |
| 11.          | Apprends-moi (feat. Nej')                  | Soprano, Nej'                   | Moon                                                              | 3:39         |              |              |              |              |              |
| 12.          | C24                                        | Soprano                         | Djaresma                                                          | 4:05         |              |              |              |              |              |
| 41:51        |                                            |                                 |                                                                   |              |              |              |              |              |              |

| Émancipation - Freedom Pt.II | Émancipation - Freedom Pt.II               | Émancipation - Freedom Pt.II | Émancipation - Freedom Pt.II | Émancipation - Freedom Pt.II | Émancipation - Freedom Pt.II | Émancipation - Freedom Pt.II | Émancipation - Freedom Pt.II | Émancipation - Freedom Pt.II | Émancipation - Freedom Pt.II |
| No                           | Titre                                      | Auteur                       | Compositeur(s)               | Durée                        |                              |                              |                              |                              |                              |
| ---------------------------- | ------------------------------------------ | ---------------------------- | ---------------------------- | ---------------------------- | ---------------------------- | ---------------------------- | ---------------------------- | ---------------------------- | ---------------------------- |
| 13.                          | Tour du monde                              | Soprano                      | Djaresma                     | 2:32                         |                              |                              |                              |                              |                              |
| 14.                          | Emprise                                    | Soprano                      | Djaresma                     | 3:10                         |                              |                              |                              |                              |                              |
| 15.                          | Faux paradis (feat. PLK)                   | Soprano, PLK                 | Djaresma                     | 3:04                         |                              |                              |                              |                              |                              |
| 16.                          | We Are the Champ (feat. Alonzo)            | Soprano, Alonzo              | Djaresma                     | 2:53                         |                              |                              |                              |                              |                              |
| 17.                          | Tema Love                                  | Soprano                      | Djaresma                     | 2:58                         |                              |                              |                              |                              |                              |
| 18.                          | Si tu savais (feat. Limsa d'Aulnay)        | Soprano, Limsa d'Aulnay      | Daiki, Skary, Noan Petit     | 2:49                         |                              |                              |                              |                              |                              |
| 19.                          | Ghostrider (feat. Vincenzo)                | Soprano, Vincenzo            | Akatché, 2B                  | 2:25                         |                              |                              |                              |                              |                              |
| 20.                          | Balles sur mesures (feat. R.E.D.K & Achim) | Soprano, R.E.D.K, Achim      | Apex                         | 2:45                         |                              |                              |                              |                              |                              |
| 21.                          | Gamberge d'ancien                          | Soprano                      | Provokind                    | 3:31                         |                              |                              |                              |                              |                              |
| 22.                          | Quoi qu'il arrive ça va aller              | Soprano                      | Mej                          | 3:18                         |                              |                              |                              |                              |                              |
| 29:30                        |                                            |                              |                              |                              |                              |                              |                              |                              |                              |

| Bonus Tracks | Bonus Tracks                             | Bonus Tracks        | Bonus Tracks   | Bonus Tracks | Bonus Tracks | Bonus Tracks | Bonus Tracks | Bonus Tracks | Bonus Tracks |
| No           | Titre                                    | Auteur              | Compositeur(s) | Durée        |              |              |              |              |              |
| ------------ | ---------------------------------------- | ------------------- | -------------- | ------------ | ------------ | ------------ | ------------ | ------------ | ------------ |
| 23.          | Enfant du vent (Extrait du film Atoman)  | Soprano             | Djaresma       | 2:39         |              |              |              |              |              |
| 24.          | Tour du monde [Remix] (feat. Guy2Bezbar) | Soprano, Guy2Bezbar | Djaresma       | 2:45         |              |              |              |              |              |
| 5:24         |                                          |                     |                |              |              |              |              |              |              |

| Renaissance - Freedom Pt.III | Renaissance - Freedom Pt.III  | Renaissance - Freedom Pt.III | Renaissance - Freedom Pt.III | Renaissance - Freedom Pt.III | Renaissance - Freedom Pt.III | Renaissance - Freedom Pt.III | Renaissance - Freedom Pt.III | Renaissance - Freedom Pt.III | Renaissance - Freedom Pt.III |
| No                           | Titre                         | Auteur                       | Compositeur(s)               | Durée                        |                              |                              |                              |                              |                              |
| ---------------------------- | ----------------------------- | ---------------------------- | ---------------------------- | ---------------------------- | ---------------------------- | ---------------------------- | ---------------------------- | ---------------------------- | ---------------------------- |
| 25.                          | Quoi qu'il arrive ça va aller | Soprano                      | Florian Rossi, Mej, Soprano  | 3:18                         |                              |                              |                              |                              |                              |
| 26.                          | Garder un cœur                | Soprano                      | Soprano                      | 3:37                         |                              |                              |                              |                              |                              |
| 27.                          | Mon amour                     | Soprano                      | Djaresma, Soprano            | 2:48                         |                              |                              |                              |                              |                              |
| 28.                          | Marius                        | Soprano                      | Djaresma                     | 2:36                         |                              |                              |                              |                              |                              |
| 29.                          | Ascension (feat. Gazo)        | Soprano, Gazo                |                              | 3:25                         |                              |                              |                              |                              |                              |
| 30.                          | ...                           | Soprano                      |                              |                              |                              |                              |                              |                              |                              |
| 31.                          | ...                           | Soprano                      |                              |                              |                              |                              |                              |                              |                              |
| 32.                          | ...                           | Soprano                      |                              |                              |                              |                              |                              |                              |                              |
| 33.                          | Joyboy                        | Soprano                      |                              |                              |                              |                              |                              |                              |                              |
| 34.                          | ...                           | Soprano                      |                              |                              |                              |                              |                              |                              |                              |
| 15:34                        |                               |                              |                              |                              |                              |                              |                              |                              |                              |

## Clips vidéos
- C24 : 25 mars 2024
- Facile à danser : 3 mai 2024
- Freedom : 24 mai 2024

## Classements

### Classements hebdomadaires
| Classement (2024)            | Meilleure position |
| ---------------------------- | ------------------ |
| France (SNEP)                | 1                  |
| Belgique (Wallonie Ultratop) | 4                  |
| Suisse (Schweizer Hitparade) | 74                 |

## Certifications
| Région        | Certification | Ventes/Streams |
| ------------- | ------------- | -------------- |
| France (SNEP) | Or            | 50 000         |